# رفض الخدمة في الجيش الإسرائيلي

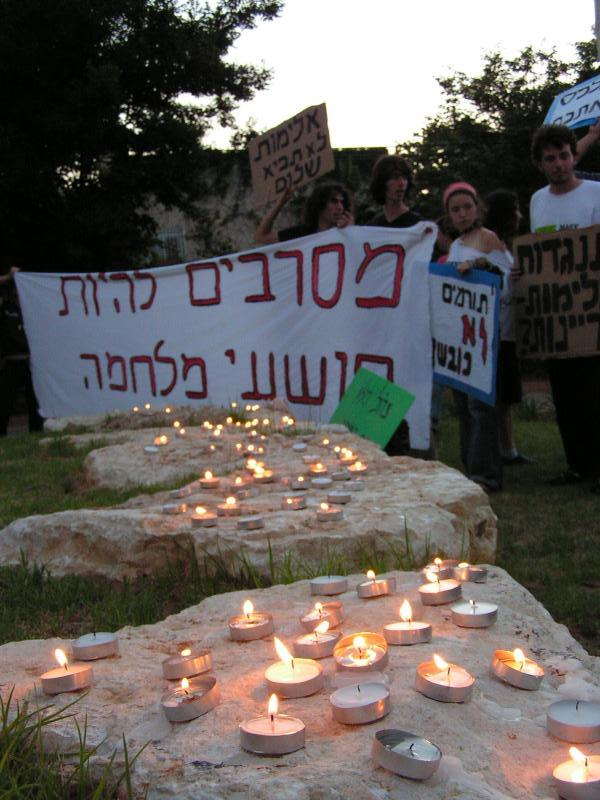
مظاهرة لمتهربين من التجنيد الإسرائيلي

رفض الخدمة في الجيش الإسرائيلي (sarvanim بالعبرية סרבנים) أي «المستنكفين من الخدمة العسكرية بوازع من الضمير في إسرائيل» أو mishtamtim أو "refuseniks" أي (المتهربين من التجنيد) هم مواطنون إسرائيليون يمثلون الأقلية في إسرائيل يرفضون الخدمة في قوات الدفاع الإسرائيلية أو يعلنون عصيانهم للأوامر لعدة أسباب تُرجح إما لإيمانهم بقضية السلام أو لكونهم ضد التجنيد أو لفلسفتهم الدينية أو لخلافهم السياسي المعارض للسياسة الإسرائيلية القائمة على احتلال الأراضي الفلسطينية. ويعتبر الإستنكاف الضميري محظورا على الرجال في إسرائيل ومتسامحا فيه مع النساء فقط.
ويعد عازف الكمان «جوزيف أبيليا» أول معارض إسرائيلي يرفض أي تعاون مع الجيش الإسرائيلي من شأنه أن يؤدي إلى عمل غير سلمي، وقد تم الحكم عليه في عام 1948 لكنه تمتع بحكم مخفف في وقت لاحق. لكن الحركة ولدت في عام 1979 عندما رفض «غادي ألغازي» أداء خدمته العسكرية في الأراضي الفلسطينية المحتلة في فلسطين. ليحاكم بالسجن لمدة 10 أشهر. وقد أدى رفض العديد من الإسرائيليين للتجنيد إلى عقوبات سجنية في السجون العسكرية ورغم ذلك بدأت الحركة تشهد نمو كبيرا إذ بلغ عدد الرافضين في عام 2005 لأكثر من الآلاف من الرافضين.

## التغطية الإعلامية
يتزايد أعداد رافضي الخدمة في الجيش الإسرائيلي، ولا يُصاحب ذلك تغطية إعلامية كبيرة، إلا أنه يظهر من حين لآخر تصريحات لبعض هؤلاء الرافضين، مثل ذلك الشاب اليهودي الذي طلب الحصول على حق الإقامة الدائمة في المملكة المتحدة خوفا من تعرضه للسجن باعتباره هاربًا من الخدمة العسكرية، أو الفتاة «شاحر بيرتس» التي سُجنت 3 مرات بسبب رفضها أداء الخدمة العسكرية. وفتاة أخرى تًدعى «هليل رابين» تعرضت للسجن 4 مرات لرفضها القيام بالخدمة العسكرية انطلاقا من تمسكها باللاعنف. كما رفض الشاب «نافي شبتاي» التجنيد مرتين بالرغم من تعرضه للسجن بسبب ذلك.

## طالع أيضًا
- تاير كامينر
- تصنيف:معترضون إسرائيليون على أداء الخدمة العسكرية بدافع الضمير